# 要村
要村（かなめむら）は茨城県行方郡にかつて存在した村である。

## 地理
- 現在の行方市の北部、旧北浦町の中部に位置する。
- 村内には北浦の支流が流れる。
- 村域は台地と平地が入り組む谷戸が多い地形になっている。

## 歴史

### 村域の変遷
- 1889年（明治22年）4月1日 - 町村制施行により、南高岡村・北高岡村・小幡村・行戸村が合併し行方郡要村が発足。
- 1955年（昭和30年）4月1日 - 武田村・津澄村と合併し北浦村が発足。同日要村廃止。

変遷表
| 1868年 以前 | 1868年 以前 |          | 明治22年 4月1日 | 昭和30年 4月1日 | 平成9年 10月1日 | 平成17年 9月2日 | 現在   |
| ----------- | ----------- | -------- | --------------- | --------------- | --------------- | --------------- | ------ |
|             | 南高岡村    | 南高岡村 | 要村            | 北浦村          | 町制            | 行方市          | 行方市 |
|             | 高岡村      | 北高岡村 | 要村            | 北浦村          | 町制            | 行方市          | 行方市 |
|             | 小幡村      |          | 要村            | 北浦村          | 町制            | 行方市          | 行方市 |
|             | 行戸村      |          | 要村            | 北浦村          | 町制            | 行方市          | 行方市 |

## 経済

### 産業
農業
『大日本篤農家名鑑』によれば要村の篤農家は、「石橋茂助、高柳淳之助、梶山初太郎、石橋兼吉、山崎泰雄、後谷忠太郎、石橋和、石橋嘉十、大久保保昌、塙古吉、高野慶介、小貫要一、石橋子之助、山崎清三郎、斎藤富次、前田清、斎藤三之助、千ヶ崎三郎、斎藤丈之助、富田文一郎、栗又孝一郎、成田巳松、柳川留次郎、武田謙蔵、山崎源之助、小澤良之助、東山仁之助、石橋文之助、坂田初太郎、柏原久次郎、高正仁之助、石橋源十郎、山崎伊助、磯山藤兵衛、日下清之助、飯島庄三郎、石橋誠、千ヶ崎喜惣、斎藤金彌、小室只七、根本瀧太郎、石橋貞次郎、石橋金一郎、後谷傳次郎、斎藤彌作、石橋源九郎」などがいた。

## 人口・世帯

### 人口
総数 [単位： 人]
| 1891年（明治24年） | 1,309 |
| 1920年（大正 9年） | 1,912 |
| 1927年（昭和 2年） | 2,083 |
| 1935年（昭和10年） | 2,215 |
| 1950年（昭和25年） | 2,959 |

### 世帯
総数 [単位： 世帯]
| 1920年（大正 9年） | 336 |
| 1935年（昭和 2年） | 340 |
| 1935年（昭和10年） | 352 |
| 1950年（昭和25年） | 471 |